# Gare d'Esbjerg
La Gare d'Esbjerg est une gare située à Esbjerg,. Elle a ouvert en 1874, en même temps que le Port de Esbjerg. 
Le bâtiment actuel a été conçu par Heinrich Wenck et construit en 1904. La gare est le terminus des lignes Lunderskov-Esbjerg et Esbjerg-Struer.

## Histoire
Jusqu'en 1971, Esbjerg était le terminus pour les trains en provenance de Randers via la Jyske Diagonalbane (ligne diagonale du Jutland).

## Service des voyageurs

### Desserte
La gare est desservie par les trains de voyageurs des Danske StatsBaner et Arriva : sur la ligne Lunderskov-Esbjerg, les trains régionaux des DSB à destination de Fredericia et Aarhus, et les trains InterCity vers Odense et Copenhague ; Arriva avec les trains régionaux vers Bramming, Tønder et Niebüll (Allemagne) pour les trains allant vers le sud, Varde, Nørre Nebel, Skjern ou éventuellement, Struer vers le nord.

## Service des marchandises
La gare a déjà été une grande gare de fret et a eu des voies ferrées desservant le port proche, d'où partaient/venaient les trains d'Angleterre (via liaison maritime assurée par DFDS).